# Campionati pacifico-americani di slittino 2012
I Campionati pacifico-americani di slittino 2012, prima edizione della manifestazione, si sono disputati a Calgary, in Canada, dal 16 al 17 dicembre 2011 sul tracciato che ospitò le XV olimpiadi invernali. Le uniche federazioni ad aver iscritto atleti alla gara sono quelle di Canada, Stati Uniti e Tonga.
L'evento si è svolto all'interno della terza tappa di Coppa del Mondo 2011/12.

## Podi
| Evento         | Oro                                | Tempo    | Argento                     | Tempo    | Bronzo                           | Tempo    |
| Singolo Uomini | Samuel Edney                       | 1'29"972 | Isaac Underwood             | 1'32"281 | Bruno Banani                     | 1'32"403 |
| Singolo Donne  | Alex Gough                         | 1'34"212 | Kimberley McRae             | 1'35"509 | Dayna Clay                       | 1'35"650 |
| Doppio         | Matthew Mortensen Preston Griffall | 1'27"919 | Tristan Walker Justin Snith | 1'27"924 | Christian Niccum Jayson Terdiman | 1'28"110 |

## Singolo uomini
La gara si è svolta il 17 dicembre 2011, con inizio alle 15:33 UTC-7.
L'atleta di casa Samuel Edney si aggiudica la gara battendo lo statunitense Isaac Underwood, e il tongano Bruno Banani.
| Pos. | Atleti          | Nazione     | Tempo    | Distacco |
| ---- | --------------- | ----------- | -------- | -------- |
|      | Samuel Edney    | Canada      | 1'29"972 |          |
|      | Isaac Underwood | Stati Uniti | 1'32"281 | +2"309   |
|      | Bruno Banani    | Tonga       | 1'32"403 | +2"431   |
| 4    | Taylor Morris   | Stati Uniti | 1'32"449 | +2"477   |
| 5    | Trent Matheson  | Stati Uniti | 1'32"755 | +2"783   |

## Singolo donne
La gara si è svolta il 16 dicembre 2011, con inizio alle 18:03 UTC-7.
L'atleta di casa Alex Gough si aggiudica la prima edizione con un distacco superiore al secondo sulle connazionali Kimberley McRae e Dayna Clay.
| Pos. | Atleti          | Nazione     | Tempo    | Distacco |
| ---- | --------------- | ----------- | -------- | -------- |
|      | Alex Gough      | Canada      | 1'34"212 |          |
|      | Kimberley McRae | Canada      | 1'35"509 | +1"297   |
|      | Dayna Clay      | Canada      | 1'35"650 | +1"438   |
| 4    | Emily Sweeney   | Stati Uniti | 1'35"832 | +1"620   |
| 5    | Erin Hamlin     | Stati Uniti | 1'37"293 | +3"081   |
| 6    | Ashley Walden   | Stati Uniti | 1'38"550 | +4"338   |
| 7    | Kate Hansen     | Stati Uniti | 1'44"635 | +10"423  |
| 8    | Arianne Jones   | Canada      | 2'29"689 | +55"477  |

## Doppio
La gara si è svolta il 17 dicembre 2011, con inizio alle 18:34 UTC-7.
Gli statunitensi Matthew Mortensen e Preston Griffall si aggiudicano la gara battendo la coppia canadese Tristan Walker/Justin Snith e i connazionali Christian Niccum e Jayson Terdiman.
| Pos. | Atleti                             | Nazione     | Tempo    | Distacco |
| ---- | ---------------------------------- | ----------- | -------- | -------- |
|      | Matthew Mortensen Preston Griffall | Stati Uniti | 1'27"919 |          |
|      | Tristan Walker Justin Snith        | Canada      | 1'27"924 | +0"005   |
|      | Christian Niccum Jayson Terdiman   | Stati Uniti | 1'28"110 | +0"191   |
| 4    | Jake Hyrns Andrew Sherk            | Stati Uniti | 1'29"747 | +0"828   |

## Medagliere
| Posizione | Nazione     | Oro | Argento | Bronzo | Totale |
| --------- | ----------- | --- | ------- | ------ | ------ |
| 1         | Canada      | 2   | 2       | 1      | 5      |
| 2         | Stati Uniti | 1   | 1       | 1      | 3      |
| 3         | Tonga       | 0   | 0       | 1      | 1      |
| Totale    | Totale      | 3   | 3       | 3      | 9      |